# Estilo (botánica)
En botánica, el estilo de una flor de las angiospermas es la prolongación del  ovario al final de la cual aparece el estigma. El estilo no contiene óvulos, quedando estos restringidos a la región del gineceo llamada ovario.
El estilo en las angiospermas puede ser sólido o hueco. En las plantas con estilo hueco el tejido de transmisión (por donde crecen los tubos polínicos para efectuar la fecundación) está constituido por una capa de células epidérmicas muy diferenciadas que rodean un canal hueco (el denominado canal estilar). Los tubos polínicos crecen desde el estigma hacia el ovario a lo largo de la superficie de ese canal, normalmente a través de una fina capa de mucílago. En las plantas que poseen estilos sólidos, en cambio, las células epidérmicas se hallan íntimamente fusionadas y no dejan ningún espacio entre sí. Los tubos polínicos, en este caso, crecen entre las células del tejido de transmisión (como en el caso de Petunia,
) o a través de las paredes celulares (como en Gossypium,
). El tejido de transmisión en los estilos sólidos incluye una sustancia intercelular que contiene pectina, comparable al mucílago que se encuentra en el canal estilar de los estilos huecos.
Desde el punto de vista de la distribución de ambos tipos de estilos entre las diferentes familias de angiospermas, los estilos sólidos se consideran típicos de las eudicotiledóneas y son raros en las monocotiledóneas.

## Morfología del estilo y estigma
En las apiáceas, la base del estilo está engrosada, es nectarífera y se denomina estilo podio.
Otras:

Glosario del APWeb.